# Etomidaat
Etomidaat (merknaam Hypnomidate) is een geneesmiddel. Het is een intraveneus anestheticum voor het toepassen van algehele anesthesie. Het werd geïntroduceerd in 1972.

## Algemeen
Etomidaat is een heldere vloeistof die net als de Etomidate lipuro (een witte vloeistof) gebruikt wordt voor het inslapen (inductie) bij de anesthesie. De werkingsduur is 2-3 minuten (door herverdeling in het lichaam: redistributie). Ook voor het onderhouden van anesthesie (maintenance) middels een continue pomp is etomidaat vroeger gebruikt, maar de bijwerkingen op het gebied van de onderdrukking van de bijnierschors waren te ernstig. Na de inductie dient dus een ander anestheticum te worden gebruikt voor het onderhoud bijvoorbeeld een dampvormig anestheticum.

## Dosering
Voor de inductie van anesthesie is ongeveer 0,3 mg/kg etomidaat nodig. Bij oudere patiënten is minder nodig bijvoorbeeld 0,2 mg/kg

## Indicaties
Inductie (inleiden) van anesthesie en (vroeger) onderhoud (maintenance) van anesthesie. Met name geschikt voor ouderen, en patiënten met een slecht hart- en vaatstelsel, COPD en/of astma.

## Contra-indicaties
Allergie voor etomidate (of een van de bestanddelen). Bijnierschorsinsufficiëntie. Porfyrie.

## Bijwerkingen
Alle intraveneuze anesthetica hebben een effect op het cardiovasculaire systeem (bloeddrukdaling) en op het respiratoire systeem (ademhalingsdepressie, ademstilstand). Etomidaat geeft relatief een milde bloeddrukdaling versus de andere intraveneuze anesthetica. Vanwege de bijwerkingen op bloedsomloop en het ademhalingsstelsel moet er altijd een deskundige specialist in de buurt zijn bij het gebruik van deze stof.
Daarnaast is de injectie van etomidaat pijnlijk, waarvoor meestal lidocaïne wordt gegeven voorafgaand aan de etomidaat. Etomidaat lipuro geeft minder pijn bij de injectie. Ernstige allergische reacties zijn beschreven.
In 2013 ontstonden er grote zorgen over de cardiovasculaire veiligheid.

## Specifiek
De belangrijkste bijwerking is onderdrukking van de bijnierschors, ook na eenmalige dosering. Dit geeft met name bij continue toediening langdurige effecten op de bijnier, waardoor continue infusie niet meer wordt gebruikt. Na het inspuiten treden er vaak onwillekeurige bewegingen op bij de patiënt (myoclonieën). Ontwaken kan gepaard gaan met verhevigde reflexen (excitatie) zoals hoesten en hikken. Etomidate geeft minder vernauwing van de luchtwegen, zodat het bij voorkeur gebruikt wordt bij COPD- en astma-patiënten.

## Farmacologie
Etomidaat is een imidazoolderivaat. De halveringstijd is 75 minuten. Het verdelingsvolume is groot. Metabolisme vindt met name plaats in het bloed en de lever (85%) door hydrolyse. 15% wordt gemetaboliseerd in de lever en gaat via de gal naar buiten (biliair). De klaring en uitscheiding gaat via de nieren.

## Merknaam
Hypnomidate, Etomidate lipuro